# Дом Оренштейна
 Памятник культуры Малопольского воеводства: регистрационный номер А-944 от 5 апреля 1993 года.

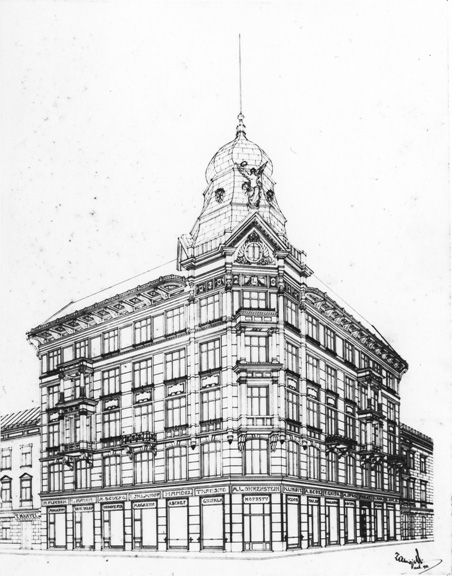
Проект Яна Завейского

Дом Оренштейна (пол. Kamienica Ohrensteina) — название здания, находящегося в Польше на территории краковского центрального городского района Дзельница I Старе-Място по адресу ул. Детла, 42. Памятник культуры Малопольского воеводства.
Дом был построен в 1913 году и принадлежал еврейскому торговцу Моисею Оренштейну и его жене Розе.
Здание в стиле модернизма спроектировал польский архитектор Ян Завейский. Здание было построено на месте старого дома, который принадлежал родственникам Яна Завейского. До 1939 года дом был самым большим многоквартирным зданием в Кракове. На башне дома был шпиль, который был демонтирован немцами во время Второй мировой войны.
5 апреля 1993 года здание было внесено в реестр памятников культуры Малопольского воеводства (№ А-944).